# Đurđica Bjedovová
Đurđica Bjedovová (* 5. dubna 1947 Split) je bývalá chorvatská plavkyně, specialistka na styl prsa a členka klubu PK Mornar Split.
Jako reprezentantka Jugoslávie získala nečekaně na olympiádě 1968 v Ciudad de México zlatou medaili v závodě na 100 m prsa v olympijském rekordu 1:15,8 a stříbrnou medaili na 200 m prsa, kde ji porazila Američanka Sharon Wichmanová. Byla také členkou jugoslávské štafety v polohovém závodě, která byla v rozplavbě diskvalifikována za ulitý start.
Zúčastnila se 46 mezistátních závodů, na Univerziádě v roce 1970 získala stříbrnou a bronzovou medaili, byla pětatřicetkrát plaveckou mistryní Jugoslávie a devatenáctkrát překonala národní rekord.
V roce 1968 se stala jugoslávskou sportovkyní roku a v roce 1987 byla jako první jugoslávská zástupkyně uvedena do Síně slávy světového plavání. V roce 2015 jí byla udělena Státní sportovní cena Franjo Bučara.
Její dcera Anamarija Petričevićová reprezentovala Jugoslávii na LOH 1988.